# Nadine Delanoë
Pour les articles homonymes, voir Delanoë.
Nadine Delanoë  est une comédienne, directrice artistique et adaptatrice française.
Elle est la mère de Sauvane Delanoë, également comédienne et adaptatrice.

## Biographie
Née en 1950, Nadine Delanoë grandit à Avignon, ville qu'elle a quittée à 16 ans pour poursuivre une carrière de chanteuse,. Les événements de mai 1968 en ayant décidé autrement, c'est vers le théâtre qu'elle se dirige en entrant au conservatoire national supérieur d'art dramatique de Paris, sur les conseils de Maurice Ronet (rencontré, par un concours de circonstances, sur le tournage de La Femme infidèle de Claude Chabrol).
Après ses études, elle a connu des expériences devant la caméra et sur scène, avant de se consacrer presque exclusivement au doublage vers la fin des années 1970. En effet, Pierre Chodolenko, alors directeur de plateau lui propose de faire un essai de « synchro ». Confuse et ne sachant pas vraiment ce que c'était, elle accepta. Une semaine après un essai « sur des femmes karatékas », elle fut distribuée sur Agostina Belli dans le polar italien La Poursuite implacable, qui campe le rôle principal féminin du film.
En 1978, elle renoue avec le chant en interprétant le générique de la série d'animation Maya l'abeille, héroïne à qui elle prêtait aussi sa voix, avec la chanteuse Brigitte Winstel, dont le single en 45 tours est sorti la même année. Convoquée pour passer un essai, la série était encore en phase de réalisation. « On m'a simplement montré une planche dessinée de Maya, complétée par trois lignes définissant son caractère. Sur cette base, j'ai spontanément essayé de composer une voix naïve et sucrée, une voix d'abeille quoi ! (rires) », confie-t-elle en 1999.
En outre, elle est également la voix française de Lady Oscar dans la série éponyme, Purdey (Joanna Lumley) dans Chapeau melon et bottes de cuir ou encore Kelly Capwell (Robin Wright) dans Santa Barbara.
Depuis les années 1980, Nadine Delanoë s'illustre en tant qu'adaptatrice de doublage sur de nombreuses séries populaires. Ainsi, elle adapte tour à tour les dialogues des Tiny Toons, des Animaniacs (ainsi que l'intégralité des chansons), Batman, la série animée, Superman, l'Ange de Metropolis, Urgences, Titi et Grosminet, Mythic Quest et The Righteous Gemstones.

## Filmographie
Sauf indication contraire, les informations mentionnées dans cette section peuvent être confirmées par la base de données cinématographiques IMDb,  présente dans la section « Liens externes ».

### Télévision
- 1973 : Les Dévorants, mini-série de François Chatel : Claudie Benoit
- 1973 : Les Cinq Dernières Minutes, épisode Un gros pépin dans le chasselas de Claude-Jean Bonnardot : Louise
- 1974 : Madame Baptiste de Claude Santelli : une cousine
- 1974 : Julie Charles de Jean Kerchbron : Cécile
- 1976 : Au théâtre ce soir : Inspecteur Grey d'André Faltianni et Alfred Gragnon, mise en scène de Robert Manuel, réalisé par Pierre Sabbagh, théâtre Édouard VII
- 1980 : Le Surmâle de Jean-Christophe Averty (adapté du roman d'Alfred Jarry) : Herminie

## Doublage

### Cinéma

#### Films
- 1973 : La Poursuite implacable : Anna Cipriani (Agostina Belli)[2]
- 1978 : Furie : Gillian Bellaver (Amy Irving)
- 1978 : Un mariage : Tracy Farrell (Pam Dawber)
- 1980 : La Plage sanglante : Marie (Lena Poussette)
- 1980 : Sursis pour l'orchestre : Paulette (Verna Bloom)
- 1982 : Dément : Toni Potter (Lee Taylor-Allan)
- 1994 : Les Quatre Filles du docteur March : Margareth « Meg » March (Trini Alvarado)

### Télévision

#### Téléfilm
- 1985 : L'Aventure des Ewoks : Catarine Towani (Fionnula Flanagan) (1er doublage)

#### Séries télévisées
- 1976 : Sandokan : Lady Marianne Guillonk (Carole André)
- 1976-1977 : Chapeau melon et bottes de cuir : Purdey (Joanna Lumley)
- 1981-1989 : Dynastie : Kirby Aynders Colby (Kathleen Beller), Nicole Simpson DeVilbi (Susan Scannell (en))
- 1982-1983 : X-Or : Bimmy et Marine
- 1984 : Danse avec moi : Débora Gama (Beth Goulart)
- 1984-1986 : Mission casse-cou : Makepeace (Glynis Barber)
- 1984-1988 : Santa Barbara : Kelly Capwell (Robin Wright)
- 1985-1994 : Nord et Sud : Constance Flynn Hazard (Wendy Kilbourne) (mini-série)
- 1992 : Tequila et Bonetti : Angela Garcia (Mariska Hargitay)
- 2001-2002 : Les Feux de l'amour : Amanda Browning Hunnicutt (Denice Duff (en))

#### Séries d'animation
- 1975-1976 : Maya l'abeille : Maya l'abeille
- 1979-1980 : Lady Oscar : Oscar François de Jarjayes
- 1984 : Laura ou la Passion du théâtre : la narratrice et Léa
- 1985 : Les Bisounours : Toufier le chat (épisode 5)

### Direction artistique
Sources : Doublage Séries Database et Planète Jeunesse

#### Séries télévisées
- 1992-1993 : Sauvés par le gong (saison 4)
- 1997-1998 : Brooklyn South
- 1997-2001 : The Practice : Donnell et Associés (saisons 1 à 5)
- 1999-2001 : Providence (saisons 1 à 3)
- 2000 : Normal, Ohio
- 2000-2002 : Washington Police (saisons 1-2)

#### Séries d'animation
- 1984 : Laura ou la Passion du théâtre
- 1984 : Crocus

## Adaptation
Sources : Planète Jeunesse et, sauf précisions, issus des crédits des génériques de fin.

### Cinéma
- 2022 : Tic et Tac, les rangers du risque
- 2022 : Coup de théâtre

### Télévision

#### Téléfilms
- 1999 : Dorothy Dandridge[5]
- 2000 : La Couleur de l'amitié
- 2018 : Zombies
- 2020 : Zombies 2
- 2021 : Noël entre sœurs
- 2022 : Zombies 3
- 2025 : Zombies 4 : L'Aube des vampires (en)

#### Séries télévisées
- Batman
- Dynastie 2 : Les Colby
- Les Dessous de Palm Beach[2]
- Loïs et Clark
- Providence
- Urgences[2]
- Clueless
- Veritas: The Quest[6]
- Cracked[7]
- Le Secret de la plume[8]
- L'Amour au temps du Corona (en)[9]
- Mythic Quest[10]
- How I Met Your Father
- The Righteous Gemstones
- Les Muppets Rock (en)

#### Séries d'animation
- Bonkers
- Animaniacs[2]
- Mighty Ducks
- Le Prince d'Atlantis
- Mais où se cache Carmen Sandiego ?
- Foster, la maison des amis imaginaires
- Johnny Bravo
- Croquette et Snif (en)
- Superman, l'Ange de Metropolis[2]
- Batman
- Minus et Cortex
- Aladdin
- Les Supers Nanas (1998)
- Les Supers Nanas (2016)
- Les Supers Nanas Zeta
- Freakazoid![2]
- Les Tiny Toons
- Stanley
- Cléo et Chico
- Toonsylvania
- Winx Club
- Titi et Grosminet mènent l'enquête[2]
- Inazuma Eleven (chansons uniquement)
- Totally Spies!
- Craig de la crique
- Les Muppet Babies
- Le Monde Merveilleux de Mickey
- Centaurworld (en)
- Hamster et Gretel
- Strange Planet (en)
- Jessica et son petit monde (en)